# Sorgun
Sorgun – miasto w Turcji w prowincji Yozgat.
Według danych na rok 2000 miasto zamieszkiwało 53 884 osób.